# Un colpo all'italiana
Un colpo all'italiana (The Italian Job) è un film del 1969 diretto da Peter Collinson.
Nel 1999 il British Film Institute l'ha inserito al 36º posto della BFI 100, la lista dei migliori cento film britannici del XX secolo.
Nel 2003 è stato realizzato un remake, con il medesimo titolo, The Italian Job.

## Trama
Un gruppo di ladri inglesi arriva a Torino per organizzare una rapina ai danni di un convoglio che trasporta i ricavi della FIAT dall'Aeroporto di Torino-Caselle fino alla città. Sabotando il sofisticato sistema computerizzato di controllo dei semafori cittadini, la banda riesce a paralizzare il traffico, compiere il furto, seminare la polizia e fuggire a bordo di tre Mini Cooper.

## Produzione
Il film nacque da un'idea del fratello dello sceneggiatore Troy Kennedy-Martin, e doveva essere, nelle intenzioni iniziali, un semplice sceneggiato televisivo per la BBC ambientato tutto in Inghilterra. L'ambientazione italiana della pellicola fu un'idea di Troy Kennedy-Martin, la cui sorella viveva a Milano da molti anni. La pellicola sarebbe infatti stata girata nel capoluogo lombardo, ma qui la produzione incontrò molti problemi in fase di sceneggiatura, soprattutto per quanto riguardava i permessi circa l'enorme ingorgo automobilistico da creare nel centro della città; quando si venne a conoscenza del centro di controllo computerizzato del traffico (all'epoca, tra i primi sistemi del genere in Europa) di cui era dotata Torino, gli sceneggiatori decisero di spostare la location sotto la Mole. Per quanto concerne la regia, Un colpo all'italiana doveva essere diretto da Peter Yates, regista di Bullitt, ma la Paramount Pictures impose Peter Collinson.
All'epoca la British Motor Corporation (la casa automobilistica produttrice delle tre Mini Cooper protagoniste del film) non intuì le possibilità commerciali che poteva offrire la pellicola, a differenza della FIAT: quando la casa italiana venne a conoscenza dell'opera contattò la produzione e le offrì la somma di 50.000 dollari per sostituire le tre Mini con tre 500 dotate di turbocompressore, rendendosi inoltre disponibile a fornire anche tutte le auto di altre marche di cui necessitavano per il film. La produzione di Un colpo all'italiana declinò l'offerta, motivando il rifiuto con il fatto che «il film era uno scontro tra noi, gli inglesi e loro, gli italiani, dovevamo dimostrare che noi eravamo intelligenti e loro sciocchi».

## Citazioni e riferimenti
- Nel terzo episodio della prima stagione della serie televisiva MacGyver, La zingara di Budapest, gran parte delle controscene dell'inseguimento automobilistico sono tratte da Un colpo all'italiana.
- Il videoclip di Pick a Part That's New, singolo del 1999 estratto dall'album Performance and Cocktails degli Stereophonics, è un chiaro omaggio alla pellicola; nel video i membri della band britannica ripercorrono gli stessi luoghi torinesi (Lingotto, Palazzo a Vela etc.) toccati dal film.[3]
- Nel 2007 la FIAT ha realizzato uno spot pubblicitario per la Fiat Grande Punto, commissionato all'agenzia Krow e con regia di Olivier Venturin, che richiama il film Un colpo all'italiana. Nello spot, tre Fiat Grande Punto, ognuna con un diverso colore della bandiera italiana, sfrecciano per Torino facendo esplicitamente il verso alle tre Mini Cooper del film. Alcune scene ricalcano esattamente quelle della pellicola, come la corsa sulla pista di collaudo sul tetto dell'ex fabbrica del Lingotto. Lo spot termina, emblematicamente, con la frase «The Italian Job Remixed».[4][5]
- Nel 2012 la BMW, proprietaria di MINI e sponsor dei Giochi della XXX Olimpiade di Londra, ha realizzato un cortometraggio chiamato The Britalian Job, ispirato al film Un colpo all'italiana, ambientato nella capitale inglese e con protagoniste tre moderne Mini, e interpretato dagli atleti britannici Daley Thompson, James Cracknell, Jonathan Edwards e Matthew Pinsent.[6]

## Remake
Nel 2003 la Paramount Pictures ha realizzato un remake del film, con il medesimo titolo originale, The Italian Job, diretto da F. Gary Gray e interpretato da Mark Wahlberg, Charlize Theron e Edward Norton. Il remake è sempre incentrato su uno spettacolare furto compiuto a bordo di automobili, ma vede protagoniste le nuove BMW Mini. Questo film sposta inoltre l'azione da Torino a Los Angeles, pur mantenendo una piccola location italiana con un iniziale colpo a Venezia.